# Evolução dos insetos

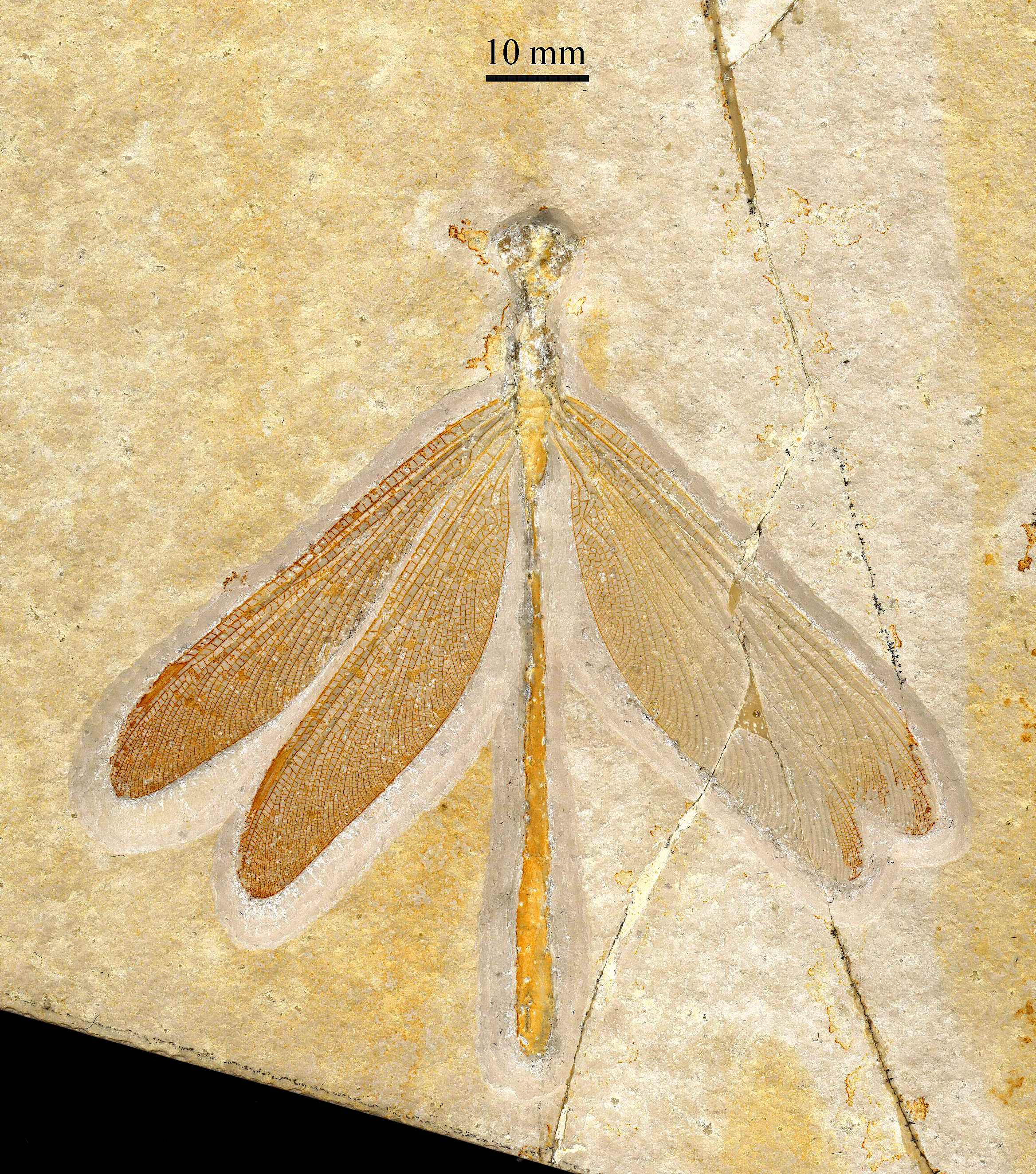
Stenophlebia latreillei do Jurássico Superior.

O estudo da evolução dos insetos, abarcado em partes pela paleoentomologia, dedica-se à análise do processo evolutivo pelo qual os insetos passaram ao longo de sua existência no planeta Terra.
Com base nos dados de sequenciação do genoma, estima-se que os insetos tenham surgido na Terra, há cerca de 480 milhões de anos, no Ordoviciano, mais ou menos ao mesmo tempo das plantas terrestres, onde evoluíram a partir de um grupo de crustáceos. Eles foram os primeiros animais a desenvolver o voo, cerca de 400 milhões de anos antes no Devoniano. O Rhyniognatha hirsti é o mais antigo fóssil de inseto, estima-se entre 407 à 396 milhoes de anos. As condições climáticas globais mudaram várias vezes durante a história da Terra, e junto com ele a diversidade de insetos. Os pterigotos (insetos alados) passou por uma grande radiação no Carbonífero (há 356 a 299 milhões de anos), enquanto que os endopterigotos (insetos que possuem metamorfose completa) foram submetidos à outra radiação maior no Permiano (há 299 a 252 milhões de anos).
A maioria das ordens extante de insetos foram desenvolvidas durante o Permiano. Muitos dos primeiros grupos tornaram-se extintos durante a extinção do Permiano-Triássico, o maior evento de extinção da história da Terra, há cerca de 252 milhões de anos. Os sobreviventes deste evento evoluíram no Triássico (há 252 a 201 milhões de anos), para o que são, essencialmente, as ordens de insetos extantes. A maioria das famílias extantes apareceu no Jurássico (há 201 a 145 milhões de anos).
Em um importante exemplo de coevolução, uma série de grupos de insetos - especialmente os himenópteros e lepidópteros, bem como muitos tipos de dípteros e coleópteros - evoluiu em conjunto com as angiospermas durante o Cretáceo (há 145 a 66 milhões de anos ).
Muitos gêneros extantes desenvolveram-se durante o Cenozoico que começou há cerca de 65 milhões de anos; insetos deste período em diante estão preservados em âmbar, muitas vezes em condições perfeitas. Esses espécimes são facilmente comparados com espécies modernas, e a maioria deles são membros de gêneros existentes.